# 聖埃倫娜 (帕拉伊巴州)

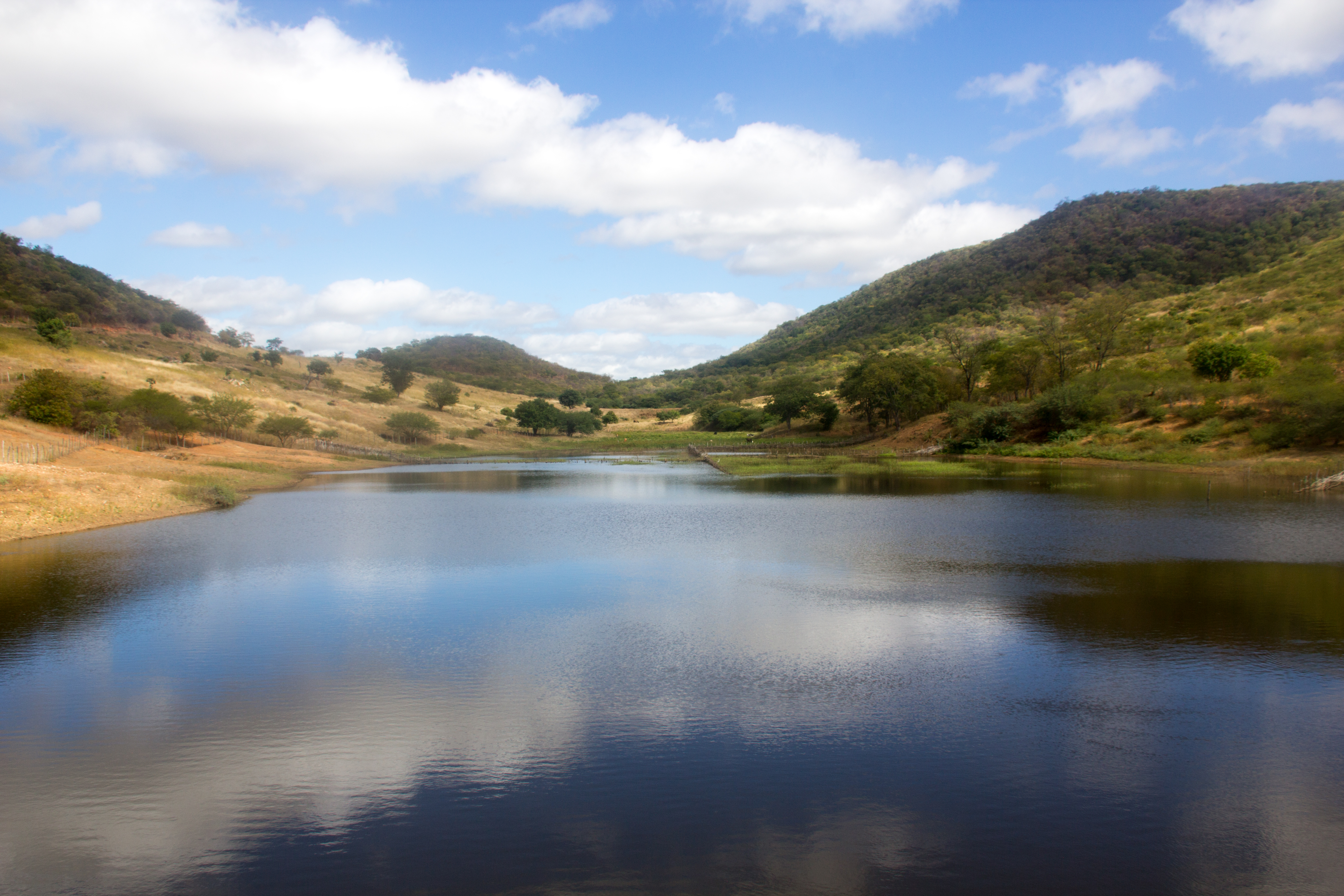
聖埃倫娜

聖埃倫娜（葡萄牙語：Santa Helena），是巴西的城鎮，位於該國東北部，由帕拉伊巴州負責管轄，始建於1961年12月12日，面積210.3平方公里，2010年人口5,369，人口密度每平方公里25.53人。